# Батон, Рене Эммануэль

Рене-Батон (1920-30-гг., фотоателье братьев Мануэль, Париж)

Рене Эммануэль Батон (фр. René-Emmanuel Baton, часто пользовался вариантом Рене-Батон, фр. Rhené-Baton; 5 сентября 1879, Курсёль-сюр-Мер, департамент Кальвадос — 23 сентября 1940, Ле-Ман) — французский композитор и дирижёр.

## Биография
Провёл детские годы в Бретани и в дальнейшем черпал вдохновение в образах и мотивах этого края. Окончил Парижскую консерваторию, ученик Андре Жедальжа. В 1907 г. руководил хором в парижской Опера-Комик, затем возглавлял небольшие оркестры в Бордо и Анже. В 1910 г. руководил Фестивалем французской музыки в Мюнхене. В 1912—1913 гг. дирижировал оркестром в ходе гастролей Русского балета Дягилева в Лондоне и Южной Америке. В 1914—1919 гг. руководил летними концертами нидерландского Резиденц-оркестра в Схевенингене, в 1916—1918 гг., кроме того, возглавлял Нидерландскую Королевскую оперу.
Наиболее значительный ангажемент Рене Батона — руководство в 1918—1932 гг. возрождённым оркестром Концерты Падлу, призванным популяризировать академическую музыку и вместе с тем не чуждавшимся новых сочинений. Рене Батон, в частности, дирижировал премьерами симфонии для солистов, хора и оркестра Альбера Русселя «Заклинания» (1912), «Весны» Клода Дебюсси (1913; партитура этого раннего оркестрового сочинения Дебюсси была утеряна, однако сохранилось авторское переложение для голоса и фортепиано, которое в 1912 г. было вновь оркестровано Анри Бюссе), авторской оркестровой версии «Гробницы Куперена» Мориса Равеля (1920), симфонии «Агрестиды» Жоржа Миго (1922), симфонической сюиты Жана Краса «Бортовой журнал» (1928), «Реквиема» Ги Ропарца (1939). Первым во Франции исполнил знаменитую пьесу «Завод» Александра Мосолова.
Батону посвящены Вторая симфония Альбера Русселя и симфоническая поэма «Песнь Нигамона» Артюра Онеггера.